# 10943 Brunier
10943 Brunier este o planetă minoră (asteroid) din centura de asteroizi. A fost descoperită pe 20 martie 1999 la observatoire de la Côte d'Azur⁠(d) de OCA-DLR Asteroid Survey⁠(d) și a fost numită după Serge Brunier⁠(d). 
Obiectul prezintă o orbită caracterizată de o semiaxă mare de 2,1469809 UAi, o excentricitate de 0,17, o înclinație de 0,74913 ° în raport cu ecliptica.